# Будеску, Константин
Константин Валентин Будеску (рум. Constantin Valentin Budescu; 19 февраля 1989, Манасия) — румынский футболист, полузащитник. Футболист года в Румынии (2017).
Выступал за клубы «Петролул» и «Астра», а также национальную сборную Румынии.

## Клубная карьера
Родился 19 февраля 1989 года в городе Манасия. Воспитанник футбольной школы клуба «Петролул». Профессиональную футбольную карьеру начал в 2005 году в основной команде того же клуба, в которой провёл пять с половиной сезонов, приняв участие в 151 матче второго дивизиона Румынии. Большую часть времени, проведённого в составе «Петролула», был основным игроком команды.
В начале 2011 года перешёл в другой клуб из Плоешти — «Астру», в составе которого и дебютировал в высшем румынском дивизионе, а в 2012 году клуб переехал в город Джурджу, где Будеску и продолжил выступать с командой, выиграв в 2014 году кубок и Суперкубок Румынии. Играя в составе «Астры» также выходил на поле в основном составе команды и был одним из главных бомбардиров команды.

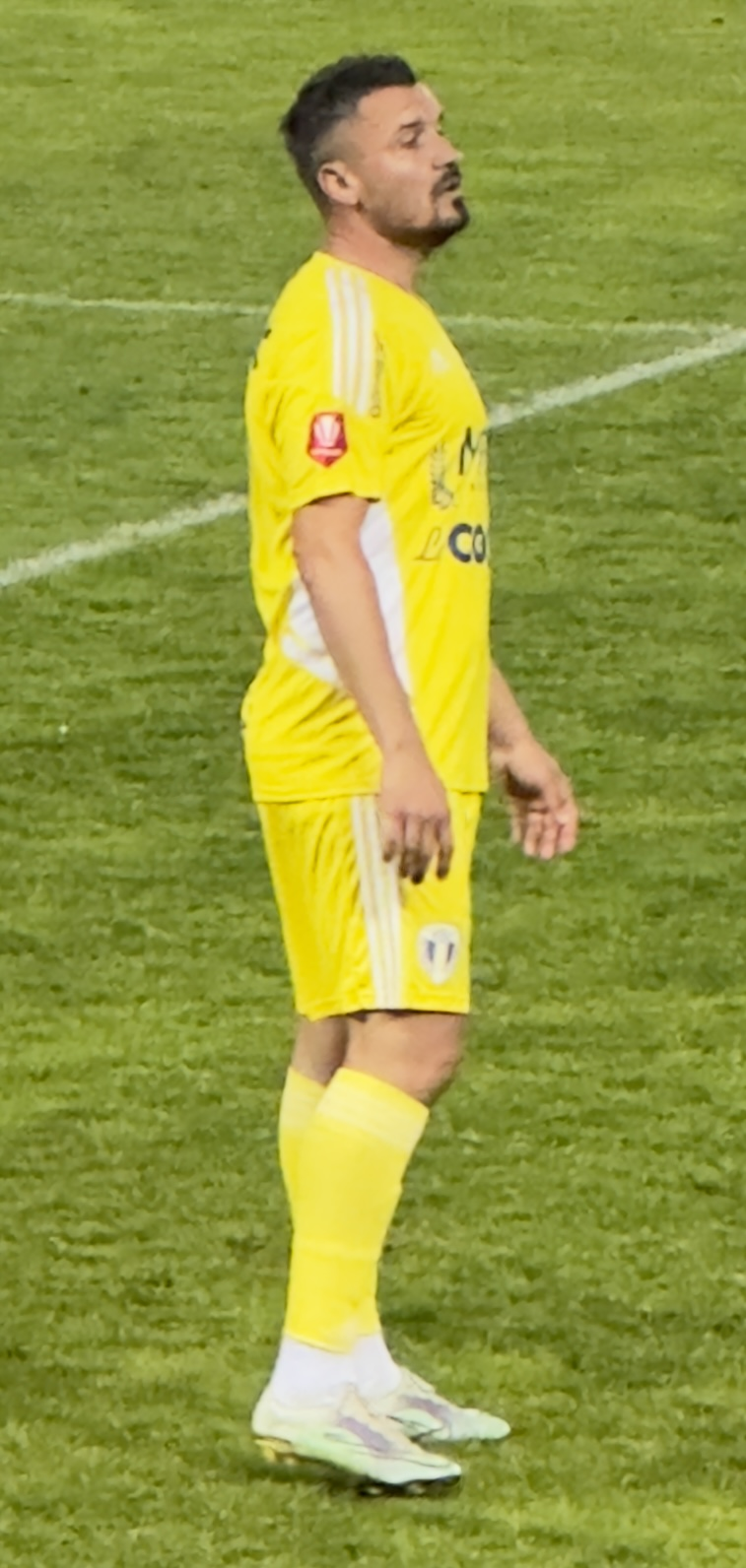
Будеску в составе «Петролула» (24 октября 2022)

В феврале 2016 года Будеску подписал трёхлетний контракт с клубом второго китайского дивизиона «Далянь Ифан» с зарплатой в 3 миллиона евро плюс 500 тыс. евро после подписания контракта. Однако закрепиться в китайском клубе румын не сумел и уже в августе 2016 года был отдан в аренду своему предыдущему клубу «Астре», которая 26 января 2017 года подписала с игроком полноценный контракт.
10 июня 2017 года перешёл в столичный «Стяуа», подписав четырёхлетнее соглашение. 20 декабря издание Gazeta Sporturilor признала Будеску футболистом года в Румынии.
28 июня 2018 года Будеску заключил трёхлетний контракт с командой чемпионата Саудовской Аравии «Аш-Шабаб», цена перехода составила 2,5 миллиона евро. В новой команде он встретился со своим бывшим тренером по «Астре» Мариусом Шумудицэ.
19 августа 2019 года владелец «Астры» Иоан Никулае подтвердил, что игрок подписал с клубом двухлетний контракт.
8 февраля 2021 года подписал контракт с клубом «Дамак». Всего после 12 игр за оставшуюся часть сезона Будеску вернулся в Румынию, в свой бывший клуб «Стяуа». Он покинул команду 4 января 2022 года по взаимному согласию сторон. Причиной была низкая результативность, он забил всего один гол и подвергся критике со стороны владельца Джиджи Бекали. Через две недели он подписал контракт с «Волунтари».
2 августа 2022 года Будеску вернулся в свой первый клуб «Петролул», который снова поднялся в Лигу I. Он подписал двухлетний контракт и получил футболку под номером 10. 24 октября Будеску отметил своё возвращение голом, реализовав пенальти в домашнем матче с «Арджешем» (2:0). 2 августа 2023 года его контракт был расторгнут по согласованию сторон, двумя днями ранее Будеску публично выразил недовольство своим игровым временем.
4 августа 2023 года Будеску заключил сделку с действующим чемпионом «Фарулом». Шесть дней спустя он забил гол и отдал голевую передачу в домашнем матче третьего квалификационного раунда Лиги конференций против эстонской «Флоры» (3:0). После того, как Будеску не попал в состав ни на один матч в апреле и мае 2024 года, 11 мая стороны по обоюдному согласию расторгли его контракт.
13 июля 2024 года Будеску подписал контракт с «Глория Бузэу», которая как раз перешла в Лигу I.

## Выступления за сборную
В январе 2013 года тренер национальной сборной Румынии Виктор Пицуркэ пригласил Будеску сыграть за вторую сборную на дружеском неофициальным турнире в Испании. Будеску вышел только в одном матче, в котором румыны уступили Польше со счётом 1:4. Этот турнир не признан ФИФА и официально не учитывается в статистике команд.
Два года спустя в 2015 году Будеску официально дебютировал за Румынию и сыграл три матча отбора на Евро-2016. Первой для него стала игра против Венгрии (0:0), он вышел на поле на 78-й минуте. В последнем туре отборочного турнира, 11 октября 2015 года, Будеску с командой играл на выезде против Фарерских островов и забил два гола, чем помог команде одержать победу со счётом 3:0. Эта победа обеспечила румынам второе место в группе, и, таким образом, дала её право на участие в чемпионате Европы. Однако в заявку на этот турнир игрок включён не был.
Впоследствии Константин сыграл в двух матчах отбора на чемпионат мира по футболу 2018, сделав дубль в игре против Казахстана (3:1), однако на этот раз румыны заняли лишь четвёртое место в группе и не вышли на турнир.

## Стиль игры
Будеску — творческий игрок, обладающий хорошими навыками исполнения штрафных ударов и точным дальним ударом. Однако, он также подвергается критике за низкий уровень работоспособности.

## Личная жизнь
Любимым блюдом Будеску является сарма. В октябре 2014 года он сыграл свадьбу в Плоешти, жену зовут Мадэлина, свидетелем на свадьбе был бывший футболист Дэнуц Коман.